# دانشگاه علوم و فناوری دریایی توکیو
دانشگاه علوم و فناوری دریایی توکیو (به ژاپنی: 東京海洋大学, Tōkyō Kaiyō Daigaku)، یک دانشگاه ملی در توکیو در ژاپن است. پردیس اصلی (پردیس شیناگاوا) در میناتو-کو، توکیو، توکیو و پردیس دیگر (پردیس اتچوجیما) در کوتو-کو، توکیو، توکیو واقع شده‌است.